# Clonaria reducta
Clonaria reducta är en insektsart som först beskrevs av Brunner von Wattenwyl 1907.  Clonaria reducta ingår i släktet Clonaria och familjen Diapheromeridae. Inga underarter finns listade i Catalogue of Life.